# Kivevé

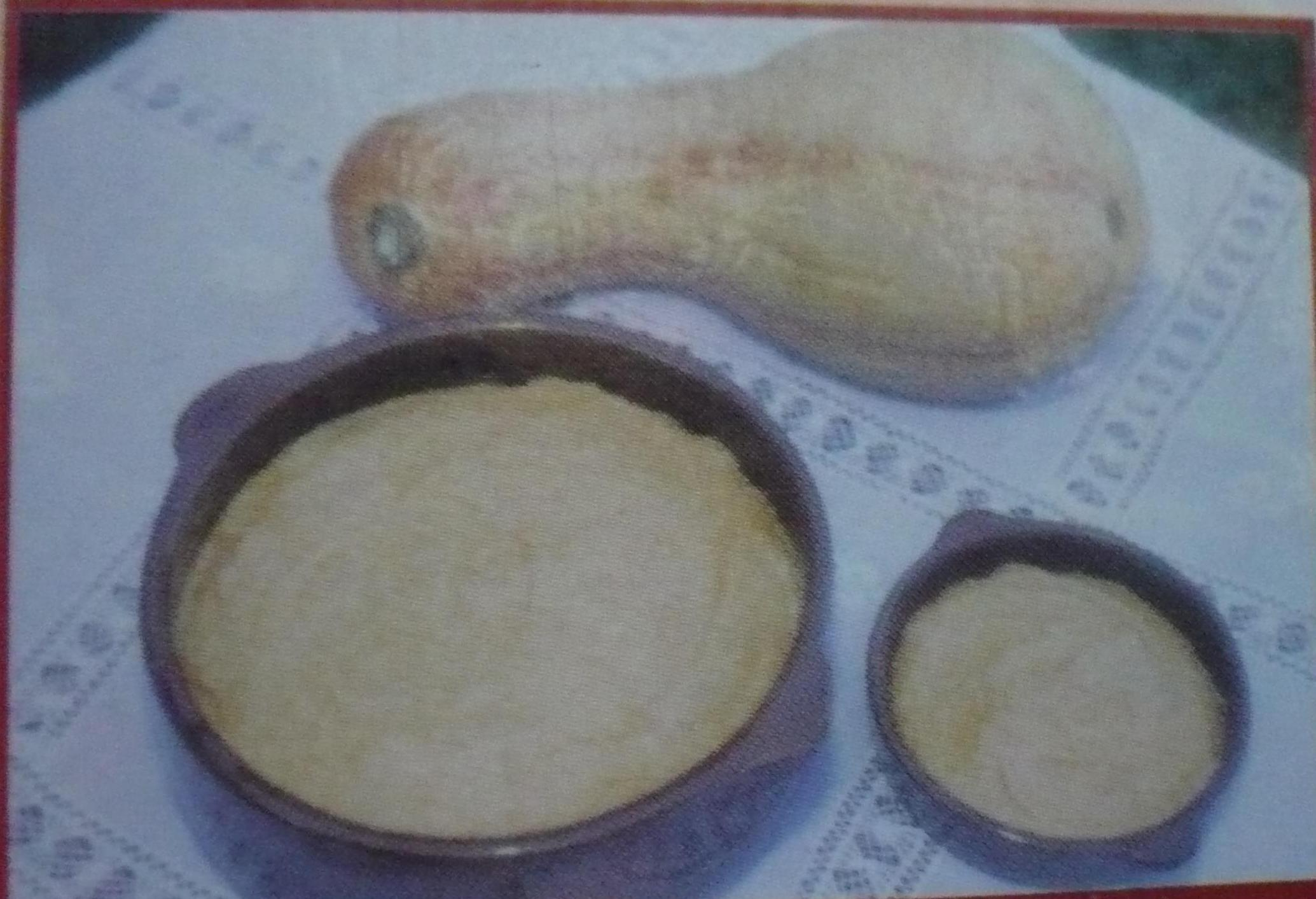
Platos con Kivevé

El kivevé o quibebé (en guaraní: kiveve) es un postre tradicional de la gastronomía de Paraguay. similar a una gacha que tiene como base a un tipo de calabaza tradicional llamado «andaí».
Kivevé es un término guaraní para designar al color «rojizo», del cual toma el nombre este plato a partir de la asociación con el color 
naranja del «andaí». De esta manera se designa a las personas pelirrojas igualmente.

## Elaboración
Para el kivevé tradicional se utilizan los ingredientes siguientes: calabaza o andaí, agua, leche, azúcar, harina de maíz y queso. Se prepara hirviendo la calabaza, previamente pelada, en un recipiente con agua. Luego se mezclan la calabaza pasada por licuadora o tamiz, con la leche, el azúcar y la harina de maíz, cernida en forma de lluvia. Cuando la harina de maíz esté cocinada se le agrega el queso desmenuzado. Se puede servir solo o con leche, generalmente a modo de postre.